# 言語
言語（、英: language）は、狭義には「声による記号の体系」を指す。

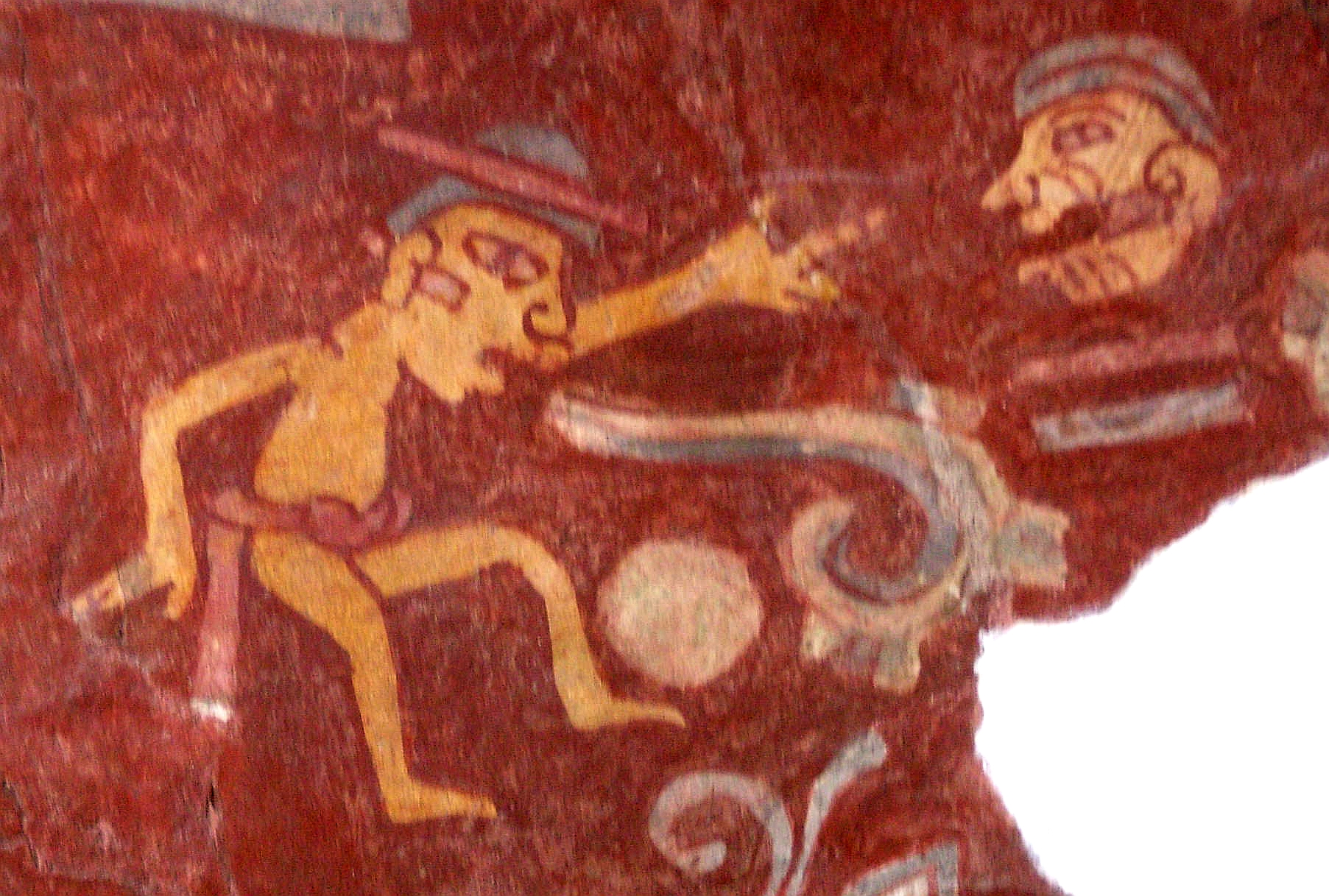
メキシコ、テオティワカンの壁画（2世紀頃）。口からスピーチを象徴するスピーチの巻物を発する人物が描かれている。

広義にはverbalな（言葉に表す）ものとnon-verbalな（言葉として表されない）もの（各種記号、アイコン、図形、ボディーランゲージ等）の両方が含まれる。
日常のコミュニケーションでは、狭義の言語表現に身振り、手振り、図示、擬音等も加えて表現されることも多い。

## 概説
言語は人間が用いる情報伝達手段である（⇒ #定義）。言語は社会集団内で形成習得され、意志の相互伝達や抽象的な思考を可能にし、結果として人間の社会的活動や文化的活動を支えている。言語には文化の特徴が織り込まれており、共同体で用いられている言語を習得することでその共同体での社会的学習および人格の形成がなされる。
ソシュールは言語学の発展に重要な役割を果たした。ソシュール以降は、「共同体の用いる言語体系」のことは「langue ラング」と呼ばれ、それに対して、個々の人が行う言語活動は「parole パロール」と呼ばれる。
《音韻》 と 《意味》の間の結び付け方、また、《文字》と音韻・形態素・単語との間の結び付け方は、社会的に作られている習慣である。
言語と非言語の境界が問題になるが、文字を使う方法と文字を用いない方法の区別のみで、言語表現を非言語表現から区別することはできない。抽象記号には文字表現と非文字表現（積分記号やト音記号など）があり、文字表現は言語表現と文字記号に分けられる。言語表現と区別される文字記号とは、文字を使っているが語（word）でないものをいい、化学式H2Oなどがその例である。化学式は自然言語の文法が作用しておらず、化学式独特の文法で構成されている。
ジャック・デリダという、一般にポスト構造主義の代表的哲学者と位置づけられているフランスの哲学者は、『「声」を基礎とし文字をその代替とする発想が言語学に存在する』と主張し、それに対する批判を投げかける立場を主張した。

## 定義
「言語」は多義語である。

### 記号の体系
言語（）は情報伝達に用いられる記号体系である。
この定義での「言語」が表現される媒体は音声や文字など様々である。

### 個別の言語
言語（）はある特定の集団が用いる情報伝達の手段である。個別言語（）とも。
この定義での「言語」が表現される媒体は集団によって異なり、音声や文字の可能性がある。この定義での「言語」の一例として日本語・英語・フランス語が挙げられる。

### 生物の能力
言語（）はヒト含む生物の神経系が有する、語彙と文法により記号を体系化し情報伝達に用いる能力である。
この定義での「言語」は大脳の言語中枢などに由来する能力である。

## 分類
言語にはさまざまな分類がある。口語、口頭言語、書記言語、文語、といった分類があるが、重なる部分もありはっきり分類できるものでもない。また屈折語・膠着語・孤立語といったような分類もある。
言語的表現は読み上げによって音声表現、点字化により触覚表現に変換されるが、言語的表現の特性は保存され、視覚的に表現されたものと同等に取り扱うことができる。手話に関しては「日本語対応手話」は一般の日本語の話し言葉や書き言葉と同一の言語の「視覚言語バージョン」であるが、「日本手話」は一般の日本語とは異なる言語と考えられており、そちらは音声言語や文字言語とは異なる「視覚言語」ということになるなど、分類は単純ではない。
以上の自然発生的な「自然言語」のほか、近代以降、エスペラントなどの「人工言語」も多数作られた。人工言語は、自然言語の対義語である。

## 言語の変遷
話者数が非常に少ない言語が他言語に飲み込まれて消滅し、新たに死語と化すことは問題視されており、消滅の危機にある言語は危機言語と呼ばれる。これは、世界の一体化が進み、交通網の整備や流通の迅速化、ラジオ・テレビといったマスメディアの発達によってそれまで孤立を保っていた小さな言語がそのコミュニティを維持できなくなるために起こると考えられている。また、グローバリゼーションの進展に伴い英語が国際語として勢力を伸張させることで他言語が勢力を縮小させることとなり、非英語話者が英語話者に対し不利な状況に置かれる、いわゆる英語帝国主義のような、言語間の不均衡な状況も問題とされている。
言語消滅は、隣接したより大きな言語集団との交流が不可欠となり、その言語圏に小言語集団が取り込まれることによって起きる。こうした動きは人的交流や文化的交流が盛んな先進国内においてより顕著であり、北アメリカやオーストラリアなどで言語消滅が急速に進み、経済成長と言語消滅との間には有意な相関があるとの研究も存在する。その他の地域においても言語消滅が進んでおり、2010年にはインド領のアンダマン諸島において言語が一つ消滅し、他にも同地域において消滅の危機にある言語が存在するとの警告が発せられた。
消滅した言語は死語と呼ばれるが、保存されていた死語が人為的な努力により復活することもまれにだがある。この言語復活で最も知られた例はヘブライ語であり、日常語としては消滅し文章語としてのみ存続していた言語を、パレスチナに移住したユダヤ人たちが20世紀に入って日常語として人工的に復活させ、イスラエル建国とともに国語に指定して完全に再生させたものである。このほかにも、古典アラビア語、ラテン語、古典ギリシャ語のように、日常語としては消滅しているものの文章語としては存続している言語も存在する。このほか、日常ではもはや用いられず、教典や宗教行為のみに用いられるようになった典礼言語も存在する。
世界に存在する自然言語の一覧は言語の一覧を参照。

## 歴史

### 起源
言語がいつどのように生まれたのか分かっておらず、複数の仮説が存在する。例えばデンマークの言語学者オットー・イェスペルセンは、以下のような仮説を列挙している。
プープー説("Pooh-pooh" theory)
思わず出た声から感情に関する語が出来たもの。
爆笑から"laugh"「わらう」「ショウ（笑）」、嫌う声から"hate"「きらい」「ケン（嫌）」など。

ワンワン説("Bow Bow" theory)
鳴き声から動物に関する語が出来たもの。
「モウ～」から"cow"「うし」「ギュウ（牛）」、「ワオ～ン」から"wolf"「おおかみ」「ロウ （狼）」など。

ドンドン説("Ding-dong" theory)
音響から自然物に関する語が出来たもの。
「ピカッ！ゴロゴロ」から"thunder"「かみなり」「ライ（雷）」、「ザーッ…」から"water"「みず」「スイ（水）」など。

エイヤコーラ説("Yo-he-ho" theory)
かけ声から行動に関する語が出来たもの。
停止を促す声から"stop"「とまる」「テイ（停）」、働く時の声から"work"「はたらく」「ロウ（労）」など。
この説は、集団行動をとる時の意味の無いはやし歌が、世界各地に残っている事からも裏付けられる。
なお、言語が生まれたのが地球上の一ヶ所なのか、複数ヶ所なのかも分かっていない。
生物学的な観点から言語の起源を探ろうという試みもある。最近の分子生物学的研究によれば、FOXP2と名づけられている遺伝子に生じたある種の変異が言語能力の獲得につながった可能性がある。さらにその変異は現生人類とネアンデルタール人が分化する以前の30-40万年前にはすでに生じていたとの解析結果が発表されており、現生人類が登場とともに既に言語を身につけていた可能性も考えられる。しかしFOXP2は言語能力を有しない他の動物の多くが持っていること、FOXP2の変異が言語能力の獲得の必要条件であるとの直接的な証明はまだなされていないことなどに留意する必要がある。

### 変化
生物の場合には、進化が止まった生物が現在も生き残っている「生きている化石」と呼ばれるものがある。また、一見似ている2種類が全然別の種類から進化していたというケースもある。言語にも同じような現象が起きており、その変化の速度は一定ではなく、侵略・交易・移動等他民族との接触が多ければ、その時言語も大きく変化する。代表例として英語、フランス語、ルーマニア語、アルバニア語、アルメニア語等がある。逆に接触が少ないとほとんど変化しなくなる。代表例としてドイツ語、アイスランド語、ギリシャ語、スラヴ語派、バルト語派、サンスクリット語等があり、特にアイスランド語は基本文法が1000年前とほとんど変っていない。
言語はもともといくつかの祖語から分化したと考えられており、同一の祖語から発生したグループを語族と呼ぶ。語族はさらに語派、語群、そして言語と細分化されていく。世界の大多数の言語はなんらかの語族に属するが、なかには現存する他の言語と系統関係が立証されておらず、語族に分類できない孤立した言語も存在する。また、地理・文化的に近接する異なった系統の言語が相互に影響しあい顕著に類似する事例も見られ、これは言語連合と呼ばれる。
同一語族に属する言語群の場合、共通語彙から言語の分化した年代を割り出す方法も考案されている。
一つの言語の言語史を作る場合、単語・綴り・発音・文法等から古代・中世・近代と3分割し、例えば「中世フランス語」等と呼ぶ。
ある言語と他の言語が接触した場合、両言語の話者の交流が深まるにつれて様々な変化が発生する。これを言語接触という。言語接触によって、両言語には相手の言語から語彙を借用した借用語が発生するほか、交流が深まるにつれて商業や生活上の必要から混成言語が発生することがある。この混成言語は、初期にはピジン言語と呼ばれる非常に簡略化された形をとるが、やがて語彙が増え言語として成長してくると、『クレオール言語という「新しい言語」となった』と見なす。クレオール言語はピジン言語と比べ語彙も多く、何よりきちんと体系だった文法が存在しており、「一個の独立した言語」と見なして全く差し支えない。クレオール言語はピジン言語と違い、母語話者が存在する、つまり幼いころから主にその言語を話して育った人々がいる、ということも特徴である。
中世の世界においてはしばしば、文語と日常使用する言語との間には隔たりがみられ、なかには中世ヨーロッパにおけるラテン語のようにその土地の言葉と全く異なる言語を文章語として採用している世界も存在した。ラテン語は欧州において知識人の間の共通語として用いられ、ルネサンスなどで大きな役割を果たしたが、やがて印刷術の発展や宗教改革などによって各国において使用される日常言語が文語として用いられるようになった。この際、それまで方言の連続体しか持たなかった各国において、その言語を筆記する標準的な表記法が定まっていき、各国において国内共通語としての標準語が制定されるようになった。これは出版物などによって徐々に定まっていくものもあれば、中央に公的な言語統制機関を置いて国家主導で標準語を制定するものもあったが、いずれにせよこうした言語の整備と国内共通語の成立は、国民国家を成立させるうえでの重要なピースとなっていった。一方で、標準語の制定は方言連続体のその他の言語を方言とすることになり、言語内での序列をつけることにつながった。
最も新しい言語であり、また誕生する瞬間がとらえられた言語としては、ニカラグアの子供達の間で1970年代後半に発生した「ニカラグア手話」がある。これは、言語能力は人間に生得のものであるという考えを裏付けるものとなった。

## 世界の言語

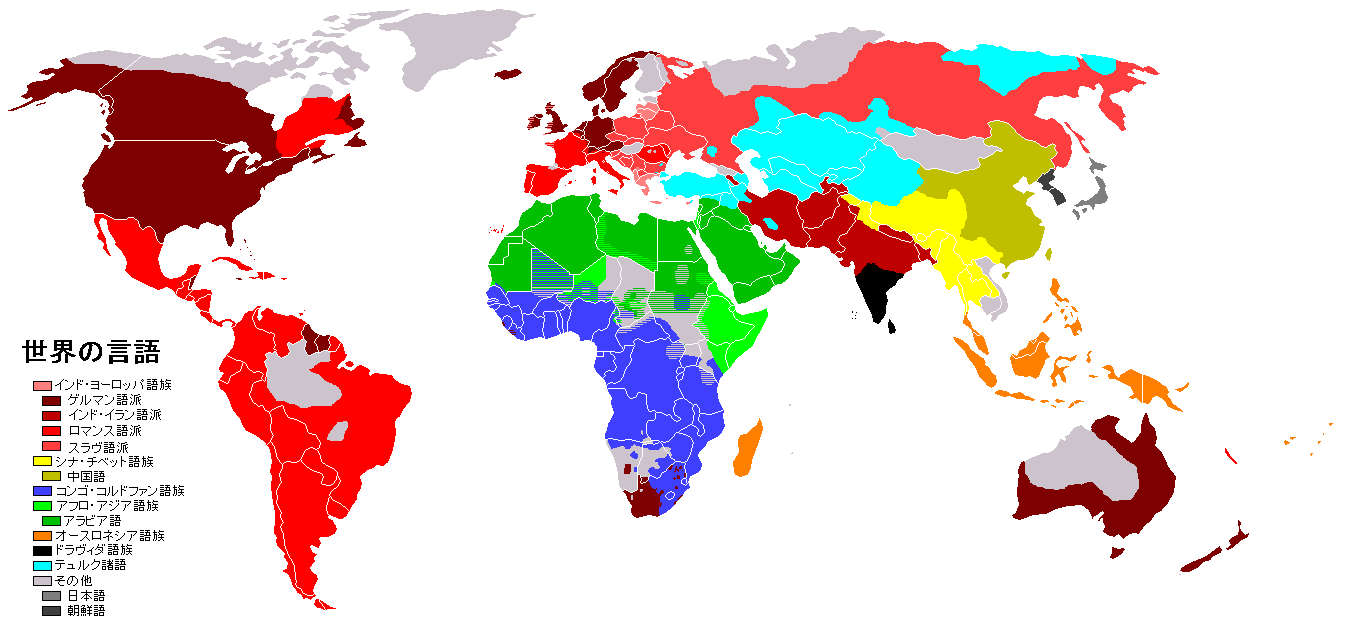
世界の言語の分布図

現在世界に存在する言語の数は千数百とも数千とも言われる。1939年にアメリカのルイス・ハーバート・グレイ（en:Louis Herbert Gray）は著書 Foundations of Language において「2796言語」と唱え、1979年にドイツのマイヤーが4200から5600言語と唱えており、三省堂の『言語学大辞典』「世界言語編」では8000超の言語を扱っている。
しかし、正確に数えることはほぼ不可能である。これは、未発見の言語や、消滅しつつある言語があるためだけではなく、原理的な困難があるためでもある。似ているが同じではない「言語」が隣り合って存在しているとき、それは一つの言語なのか別の言語なのか区別することは難しい。これはある人間集団を「言語の話者」とするか「方言の話者」とするかの問題でもある。たとえば、旧ユーゴスラビアに属していたセルビア、クロアチア、ボスニア・ヘルツェゴビナ、モンテネグロの4地域の言語は非常に似通ったものであり、学術的には方言連続体であるセルビア・クロアチア語として扱われる。また旧ユーゴスラビアの政治上においても国家統一の観点上、これらの言語は同一言語として扱われていた。しかし1991年からのユーゴスラビア紛争によってユーゴスラビアが崩壊すると、独立した各国は各地方の方言をそれぞれ独立言語として扱うようになり、セルビア語、クロアチア語、ボスニア語の三言語に政治的に分けられるようになった。さらに2006年にモンテネグロがセルビア・モンテネグロから独立すると、モンテネグロ語がセルビア語からさらに分けられるようになった。こうした、明確な標準語を持たず複数の言語中心を持つ言語のことを複数中心地言語と呼び、英語などもこれに含まれる。
逆に、中国においては北京語やそれを元に成立した普通話と、上海語や広東語といった遠隔地の言語とは差異が大きく会話が成立しないほどであるが、書き言葉は共通であり、またあくまでも中国語群には属していて対応関係が明確であるため、これら言語はすべて中国語内の方言として扱われている。
同じ言語かどうかを判定する基準として、相互理解性を提唱する考えがある。話者が相手の言うことを理解できる場合には、同一言語、理解できない場合には別言語とする。相互理解性は言語間の距離を伝える重要な情報であるが、これによって一つの言語の範囲を確定しようとすると、技術的難しさにとどまらない困難に直面する。一つは、Aの言うことをBが聞き取れても、Bの言うことをAが聞き取れないような言語差があることである。もう一つは、同系列の言語が地理的な広がりの中で徐々に変化している場合に、どこで、いくつに分割すべきなのか、あるいはまったく分割すべきでないのかを決められないことである。
こうした困難に際しても、単一の基準を決めて分類していくことは、理屈の上では可能である。しかしあえて単一基準を押し通す言語学者は現実にはいない。ある集団を「言語話者」とするか「方言話者」とするかには、政治的・文化的アイデンティティの問題が深く関係している。どのような基準を設けようと、ある地域で多くの賛成を得られる分類基準は、別の地域で強い反発を受けることになる。そうした反発は誤りだと言うための論拠を言語学はもっていないので、結局は慣習に従って、地域ごとに異なる基準を用いて分類することになる。
言語と方言の区別について、現在なされる説明は二つである。第一は、言語と方言の区別にはなんら言語学的意味はないとする。第二のものはまず、どの方言もそれぞれ言語だとする。その上で、ある標準語に対して非標準語の関係にある同系言語を、方言とする。標準語の選定は政治によるから、これもまた「言語と方言の区別に言語学的意味はない」とする点で、第一と同じである。この定義では、言語を秤にかけて判定しているのではなく、人々がその言語をどう思っているかを秤にかけているのである。
ある言語同士が独立の言語同士なのか、同じ言語の方言同士なのかの判定は非常に恣意的であるが、その一方で、明確に系統関係が異なる言語同士は、たとえ共通の集団で話されていても、方言同士とはみなされないという事実も有る。たとえば、中国甘粛省に住む少数民族ユーグ族は西部に住むものはテュルク系の言語を母語とし、東部に住むものはモンゴル系の言語を母語としている。両者は同じ民族だという意識があるが、その言語は方言同士ではなく、西部ユーグ語、東部ユーグ語と別々の言語として扱われる。また海南島にすむ臨高人も民族籍上は漢民族であるが、その言語は漢語の方言としては扱われず、系統どおりタイ・カダイ語族の臨高語として扱われる。

## 話者数の統計順位

### 母語話者統計で見た話者数
下表の母語話者数および分類は、『エスノローグ第21版』に準拠する。同資料は2021年時点の推計で、中国語は13方言、アラビア語は20方言、ラフンダー語は4方言の合計である。
| 1位  | 中国語       | 13億人      | - 中華人民共和国 - 中華民国 - マレーシア - シンガポール   |
| 2位  | スペイン語   | 5億7700万人 | - スペイン - メキシコ - アルゼンチンなど                  |
| 3位  | ヒンディー語 | 4億9000万人 | - インド - フィジー                                       |
| 4位  | 英語         | 3億3500万人 | - アメリカ合衆国 - イギリス - オーストラリア - カナダなど |
| 5位  | ポルトガル語 | 2億5000万人 | - ポルトガル - ブラジルなど                               |
| 6位  | ベンガル語   | 2億4300万人 | - バングラデシュ - インド                                 |
| 7位  | アラビア語   | 2億3500万人 | - エジプト - サウジアラビア - イラクなど                  |
| 8位  | フランス語   | 2億3000万人 | - フランス - ベルギーなど                                 |
| 9位  | ロシア語     | 1億8000万人 | - ロシアなど                                              |
| 10位 | ドイツ語     | 1億3000万人 | - ドイツ - オーストリア - スイスなど                      |
| 11位 | 日本語       | 1億2700万人 | - 日本 - パラオ                                           |
| 12位 | トルコ語     | 8800万人    | - トルコなど                                              |
| 13位 | 朝鮮語       | 8250万人    | - 韓国 - 北朝鮮 - 中華人民共和国 (延辺)                   |
| 14位 | ジャワ語     | 7500万人    | - インドネシアなど                                        |
| 15位 | ラフンダー語 | 4200万人    | - パキスタンなど                                          |

### 母語話者数と総話者数の差
上図の通り、最も母語話者の多い言語は中国語であるが、公用語としている国家は中華人民共和国と中華民国、それにシンガポールの3つの国家にすぎず、世界において広く使用されている言語というわけではない。また、共通語である普通話を含め, 13個の方言が存在する。
上記の資料で話者数2位の言語はスペイン語である。これはヨーロッパ大陸のスペインを発祥とする言語であるが、17世紀のスペインによる新大陸の植民地化を経て、南アメリカおよび北アメリカ南部における広大な言語圏を獲得した。2021年度においてスペイン語を公用語とする国々は21カ国にのぼる。さらにほぼ同系統の言語である5位のポルトガル語圏を合わせた新大陸の領域はラテンアメリカと呼ばれ、広大な共通言語圏を形成している。
上記の資料で英語の話者人口は4位だが、公用語としては2007年時点で55か国と最も多くの国で話されている。さらに、英語はアメリカ合衆国の公用語であるため世界で広く重要視されている。世界の一体化に伴い学術や文化面でも英語利用の場面が増え、非英語圏どうしの住民の交渉においても共通語として英語を使用する場合がある。英語以外の諸言語間で翻訳を行う場合も、起点言語をいったん英語に訳し、その後目標言語へと訳すことが一般的である。
英語に次ぐ国際語としては、17世紀から19世紀まで西洋で最も有力な国際語であったフランス語が挙げられる。フランス語の話者は2億3000万人とトップ5にも入らないが、フランス語を公用語とする国々はアフリカの旧フランス植民地を中心に29カ国にのぼる。
話者数7位のアラビア語も広い共通言語圏を持つ言語である。アラビア語はクルアーンの言語としてイスラム圏全域に使用者がおり、とくに北アフリカから中東にかけて母語話者が多いが、公用語とする国々は23カ国にのぼっていて、ひとつのアラブ文化圏を形成している。ただしこれも文語であるフスハーと口語であるアーンミーヤに分かれており、アーンミーヤはさらに多数の方言にわかれている。
国連の公用語は、英語、フランス語、ロシア語、中国語、スペイン語、アラビア語の6つであるが、これは安全保障理事会の常任理事国の言語に、広大な共通言語圏を持つスペイン語とアラビア語を加えたものである。

### 言語と国家
言語は国家を成立させるうえでの重要な要素であり、カナダにおける英語とフランス語や、ベルギーにおけるオランダ語とフランス語のように、異なる言語間の対立がしばしば言語戦争と呼ばれるほどに激化して独立問題に発展し、国家に大きな影響を及ぼすこともある。東パキスタンのように、西パキスタンの言語であるウルドゥー語の公用語化に反発してベンガル語を同格の国語とすることを求めたことから独立運動が起き、最終的にバングラデシュとして独立したような例もある。
こうした場合の政策として、言語圏別に大きな自治権を与えたり、国家の公用語を複数制定したりすることなどによって少数派言語話者の不満をなだめることがある。言語圏に強い自治権を与える典型例はベルギーで、同国では1970年に言語共同体が設立され、数度の変更を経てフラマン語共同体、フランス語共同体、ドイツ語共同体の3つの言語共同体の併存する連邦国家となった。公用語を複数制定する例ではスイスが典型的であり、それまでドイツ語のみであった公用語が1848年の憲法によってドイツ語・フランス語・イタリア語の三公用語制となり、さらに1938年にはロマンシュ語が国語とされた。この傾向が特に強いのはインドであり、1956年以降それまでの地理的な区分から同系統の言語を用いる地域へと州を再編する、いわゆる「言語州」政策を取っている。

### 公用語、共通語、民族語
国家における言語の構造は、公用語-共通語-民族語（部族語、方言）の三層の構造からなっている。もっとも、公用語と共通語、また三層すべてが同じ言語である場合はその分だけ層の数は減少する。
日本を例にとれば、各地方ではその地方の方言を使っている。つまり、同じ地方のコミュニティ内で通用する言語を使用している。これが他地方から来た人を相手にする場合となると、いわゆる標準語を使用することとなる。日本では他に有力な言語集団が存在しないため、政府関係の文書にも日本標準語がそのまま使用される。つまり、共通語と公用語が同一であるため、公用語-方言の二層構造となっている。
公用語と共通語は分離していない国家も多いが、アフリカ大陸の諸国家においてはこの三層構造が明確にあらわれている。これらの国においては、政府関係の公用語は旧宗主国の言語が使用されている。学校教育もこの言語で行われるが、民族語とかけ離れた存在であることもあり国民の中で使用できる層はさほど多くない。この穴を埋めるために、各地域においては共通語が話されている。首都がある地域の共通語が強大化し、国の大部分を覆うようになることもあるが、文法の整備などの遅れや、国内他言語話者の反対、公用語の使用能力がエリート層の権力の源泉となっているなどの事情によって、共通語が公用語化はされないことが多い。その下に各民族の民族語が存在する。

## 言語の生物学
言語機能は基本的にヒトに固有のものであるため、言語の研究には少数の例外を除き動物モデルを作りにくい。そのため、脳梗塞などで脳の局所が破壊された症例での研究や、被験者に2つの単語を呈示しその干渉効果を研究するなどの心理学的研究が主になされてきたが、1980年代後半より脳機能イメージング研究が手法に加わり、被験者がさまざまな言語課題を行っているときの脳活動を視覚化できるようになった。

### 言語に関する脳の領域
古典的なブローカ領域、ウェルニッケ領域のほか、シルヴィウス裂を囲む広い範囲（縁上回、角回、一次・二次聴覚野、一次運動野、体性感覚野、左前頭前野、左下側頭回）にわたっている。脳梗塞などで各部が損傷されると、それぞれ違ったタイプの失語が出現する。例えば左前頭前野付近の損傷で生じるブローカ失語は運動失語であり、自発語は非流暢性となり復唱、書字も障害される。左側頭葉付近の障害で生じるウェルニッケ失語は感覚失語であり自発語は流暢であるが、言語理解や復唱が障害され、文字による言語理解も不良である。
ほとんどの右利きの人では、単語、文法、語彙などの主要な言語機能は左半球優位である。しかし声の抑揚（プロソディ）の把握、比喩の理解については右半球優位であると言われている。
文字の認識には左紡錘状回、中・下後頭回が関与するが、漢字（表意文字）とひらがな（表音文字）で活動する部位が異なると言われている。

### ヒトの発達における言語機能の獲得
これも多方面から研究されている。個人の言語能力は、読字障害、ウィリアムズ症候群、自閉症などのように全体的な知的能力とは乖離することがあり、個体発生やヒトの進化における言語の起源などにヒントを与えている。また、ヒトは環境の中で聴取する音声から自力で文法などの規則を見出し学習する機能を生得的に備えているため、特に教わらなくても言語を学習できるとする生得論という考えも存在する。
最近の近赤外線分光法を用いた研究において、生後2から5日の新生児が逆再生よりも順再生の声を聞いたほうが、あるいは外国語より母国語を聞いたときの方が聴覚皮質の血流増加が大きかったと報告されており、出産前から母体内で言語を聴いていることが示唆される。